# Клевета (картина Боттичелли)
«Клевета» (итал. Calunnia) — картина известного итальянского художника периода Возрождения Сандро Боттичелли, написанная им в 1495 году.
«Клевета» изначально была написана для друга Сандро — Антонио Сеньягвиди. Сюжет картины происходит из трактата Лукиана, именуемого «О клевете». В трактате описана картина древнегреческого художника Апеллеса. Её сюжет прост и аллегоричен: сидящему на троне царю Мидасу шепчут в его ослиные уши две фигуры — аллегорические изображения Невежества и Подозрения. Клевета — красивая девушка с обличием невинности — и её подстрекатель Зависть волокут к царю обвиняемого. Возле Клеветы её спутницы — Коварство и Обман, поддерживающие и возвеличивающие её. В отдалении художник изображает фигуры Раскаяния — одетой в траурные одежды старухи, и обнажённой Истины, смотрящей ввысь.

## Фрагменты картины

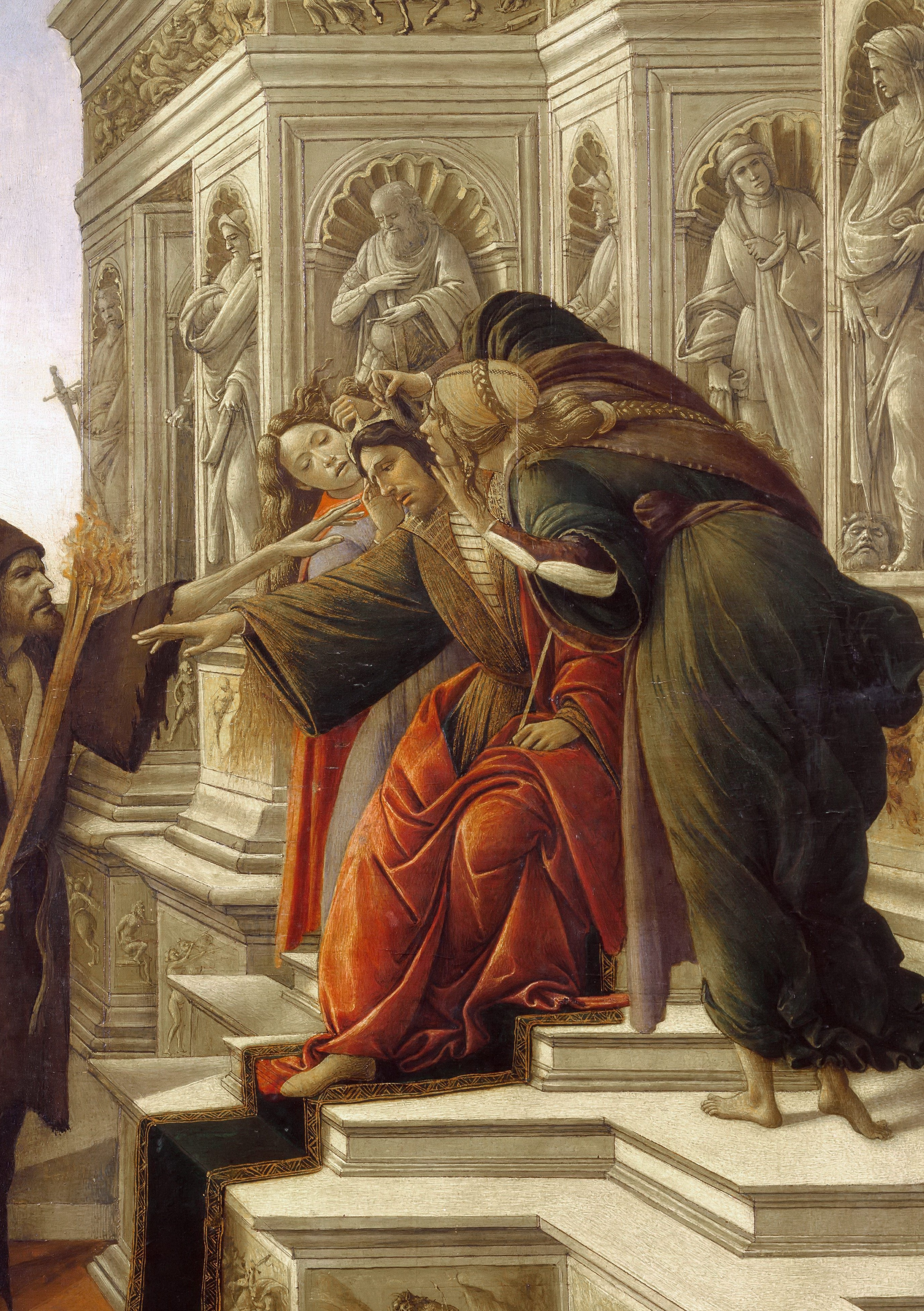
Царь-судья Мидас как аллегория Глупости в окружении похожих друг на друга Подозрения и Невежества
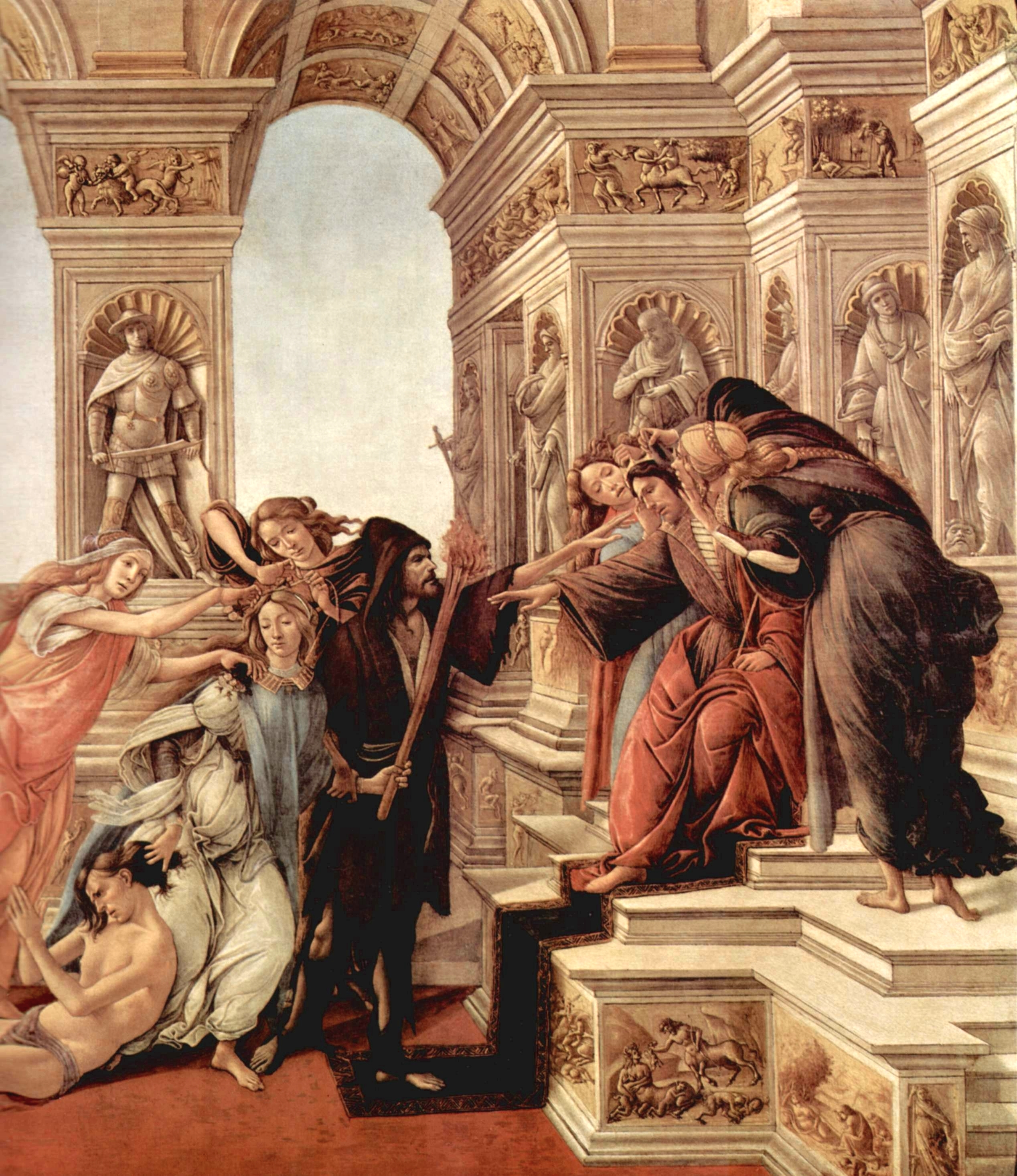
Клевета, тянущая за волосы Невинность, в сопровождении своих спутниц — Коварства и Лжи
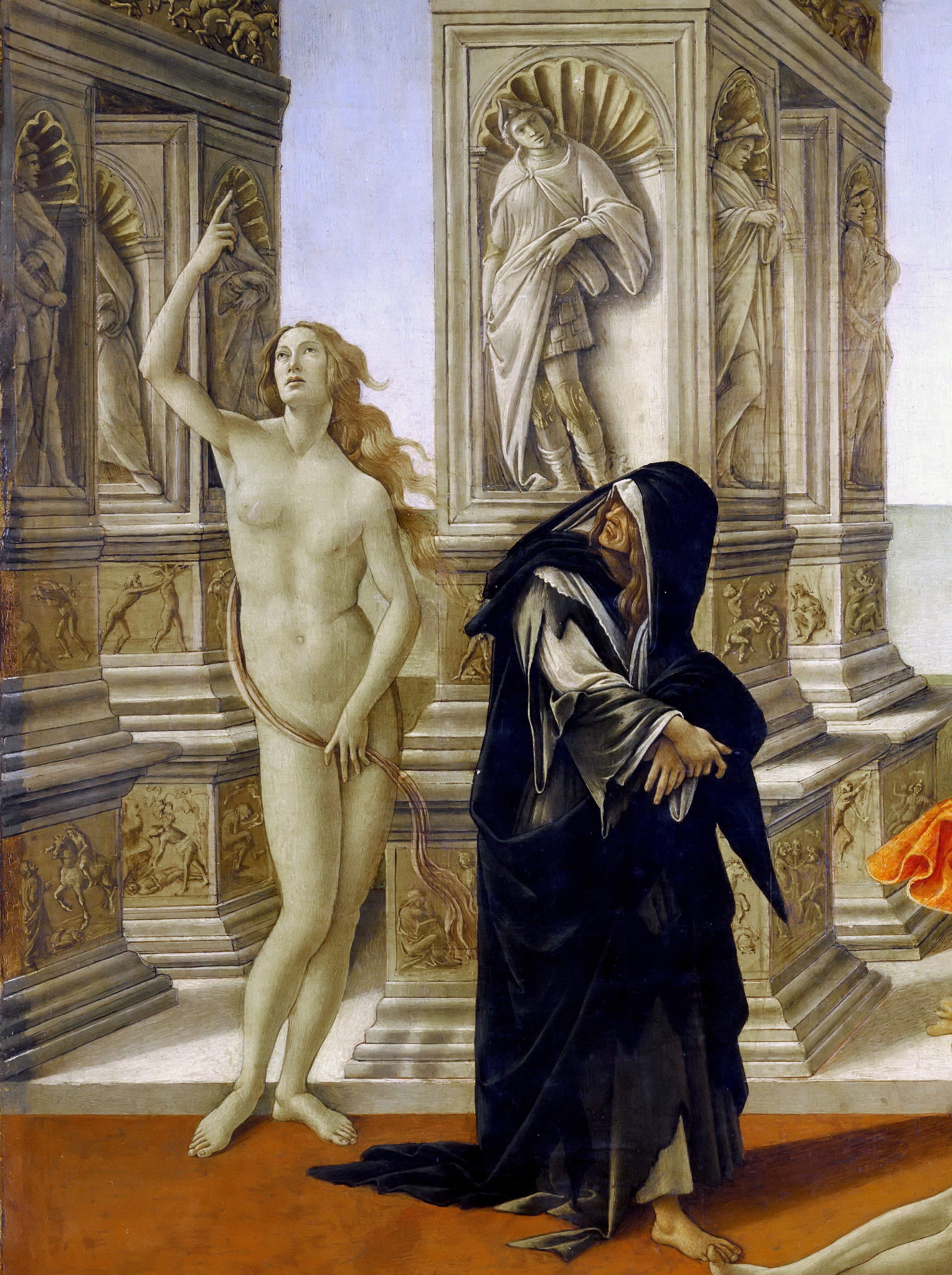
Истина, олицетворяющая своей наготой чистоту, и Раскаяние, которая своим вопрошающим и злобным взглядом скорее есть Зависть